# Aselliscus stoliczkanus
Aselliscus stoliczkanus is een zoogdier uit de familie van de bladneusvleermuizen van de Oude Wereld (Hipposideridae). De wetenschappelijke naam van de soort werd voor het eerst geldig gepubliceerd door Dobson in 1871.